# 松桃ミャオ族自治県
松桃ミャオ族自治県（しょうとう-ミャオぞく-じちけん）は中華人民共和国貴州省銅仁市に位置する自治県。

## 行政区画
下部に5街道、17鎮、6郷を管轄する。
- 街道
  - 大興街道、蓼皋街道、世昌街道、太平営街道、九江街道
- 鎮
  - 盤石鎮、盤信鎮、大坪場鎮、普覚鎮、寨英鎮、孟渓鎮、烏羅鎮、甘竜鎮、長興堡鎮、迓駕鎮、牛郎鎮、黄板鎮、平頭鎮、大路鎮、木樹鎮、冷水渓鎮、正大鎮
- 郷
  - 長坪郷、妙隘郷、石梁郷、瓦渓郷、永安郷、沙壩河郷

## 交通

### 航空
- 銅仁鳳凰空港（中国語版）

### 鉄道
- 中国鉄路総公司
  - 渝懐線
    - 松桃駅

### 道路
- 高速道路
  - 杭瑞高速道路
  - S15 松従高速道路